# حجاب در ترکیه
حجاب اسلامی برای زنان در ترکیه اختیاری است. برپایه نظرسنجی‌های رسمی سال  ۲۰۲۳ در ترکیه حدود نیمی از زنان در خارج از خانه حجاب بر سر دارند. اما تا قبل از اردوغان حجاب در دانشگاه‌ها و ادارات دولتی غیرقانونی بود. با تلاش اردوغان و بر اساس همه‌پرسی قانون منع حجاب لغو گردید.

## جلوگیری از استفاده از حجاب به عنوان نمادی دینی
درسال ۱۹۲۳ میلادی زمانی که جمهوری ترکیه به دست مصطفی کمال آتاترک تأسیس گردید، مؤسسه‌ها و نهادهای رسمی به کارمندان زن اجازه نمی‌دانند که با حجاب فعالیت کنند؛ درحالی که در هیچ‌کجای قانون اساسی دربارهٔ ممنوعیت حجاب، قانونی وجود نداشت. آتاترک تلاش می‌کرد جامعه ترکیه را سکولاریزه کند و روسری را نشان عقب ماندگی و ارتجاع می‌دانست.
سکولارها پس از کودتای نظامی سال ۱۹۸۰ میلادی قانون لباس در موسسه‌های عمومی که داشتن حجاب در موسسه‌های دولتی را منع می‌کرد تصویب کردند.
همچنین پس از کودتای دوم در ۲۸ فوریه ۱۹۹۷ زمانی که ارتش ترکیه ضد دولت حزب محافظه کار رفاه کودتا کرد؛ ارتش بستن تدریجی مدارس ائمه جماعات و خطبا و مدارس دینی آغاز کرد و شورای امنیت در قطعنامه‌ای «حجاب» را تهدیدی برای ترکیه دانست.
بر اساس قوانین ترکیه، کارمندان زن در ادارات دولتی اجازه استفاده از روسری و سایر پوشش‌های مشابه را ندارند. همچنین بر اساس بخشنامه‌ای تحت عنوان «نحوه پوشش در مراکز آموزش عالی ترکیه» که در سال ۱۹۹۷ میلادی صادر شده دانشجویان دختر دانشگاه‌های دولتی اجازه استفاده از حجاب در دانشگاه‌ها را ندارند. در سال ۲۰۰۶ این قانون برای دانشگاه‌های غیردولتی نیز لازم‌الاجرا شد.
در نوامبر ۲۰۰۵ شکایتی توسط یک دختر ترکیه‌ای به دادگاه حقوق بشر اروپا مطرح شد که در آن از محدودیت‌های حکومت ترکیه برای حجاب شکایت شده بود. دادگاه حقوق بشر اروپا این شکایت را رد کرد و اعلام کرد که این اقدام دولت ترکیه مشروع و قانونی است.

## لغو قانون ممنوعیت حجاب

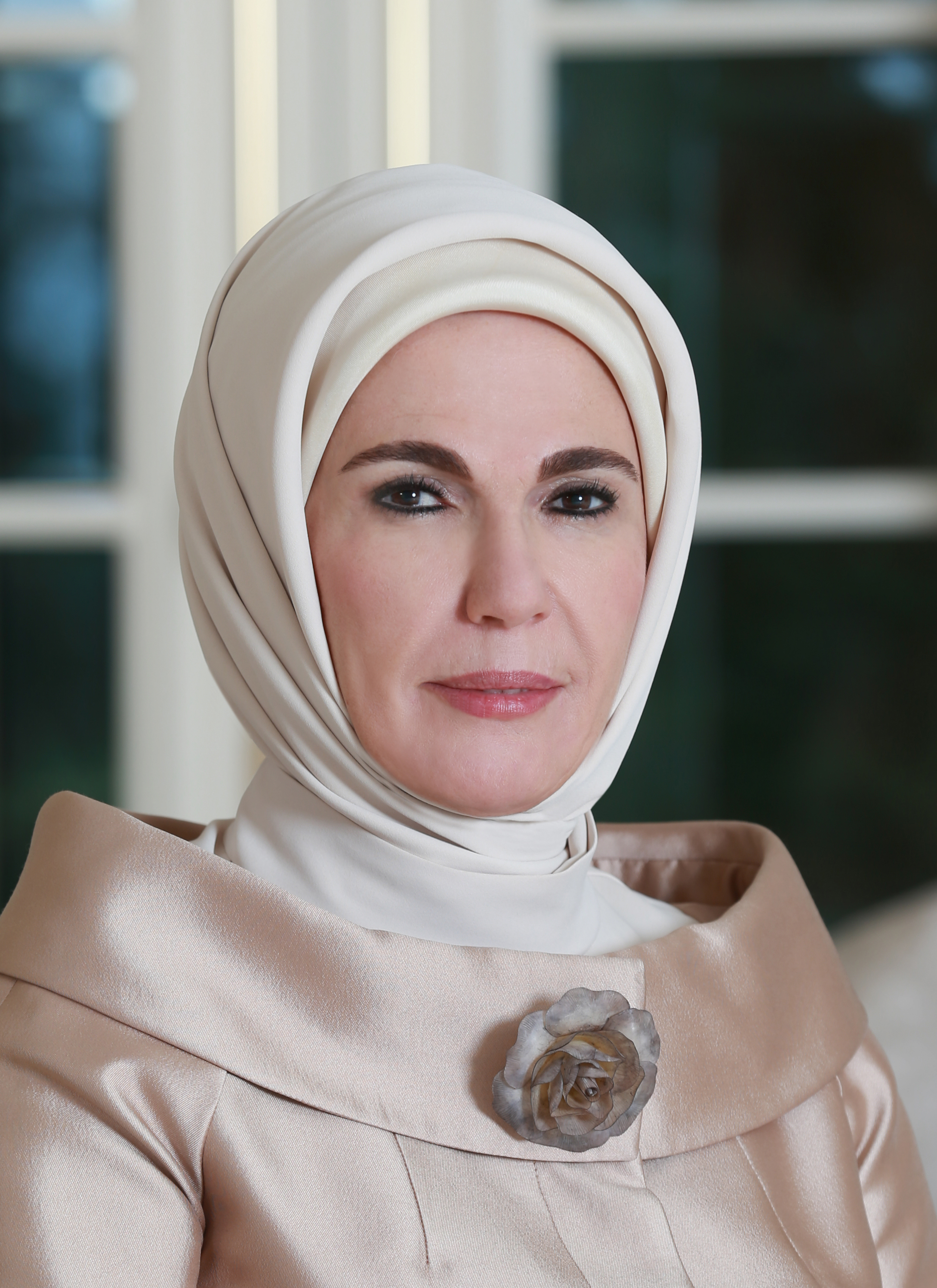
بانوی اول ترکیه (امینه اردوغان)

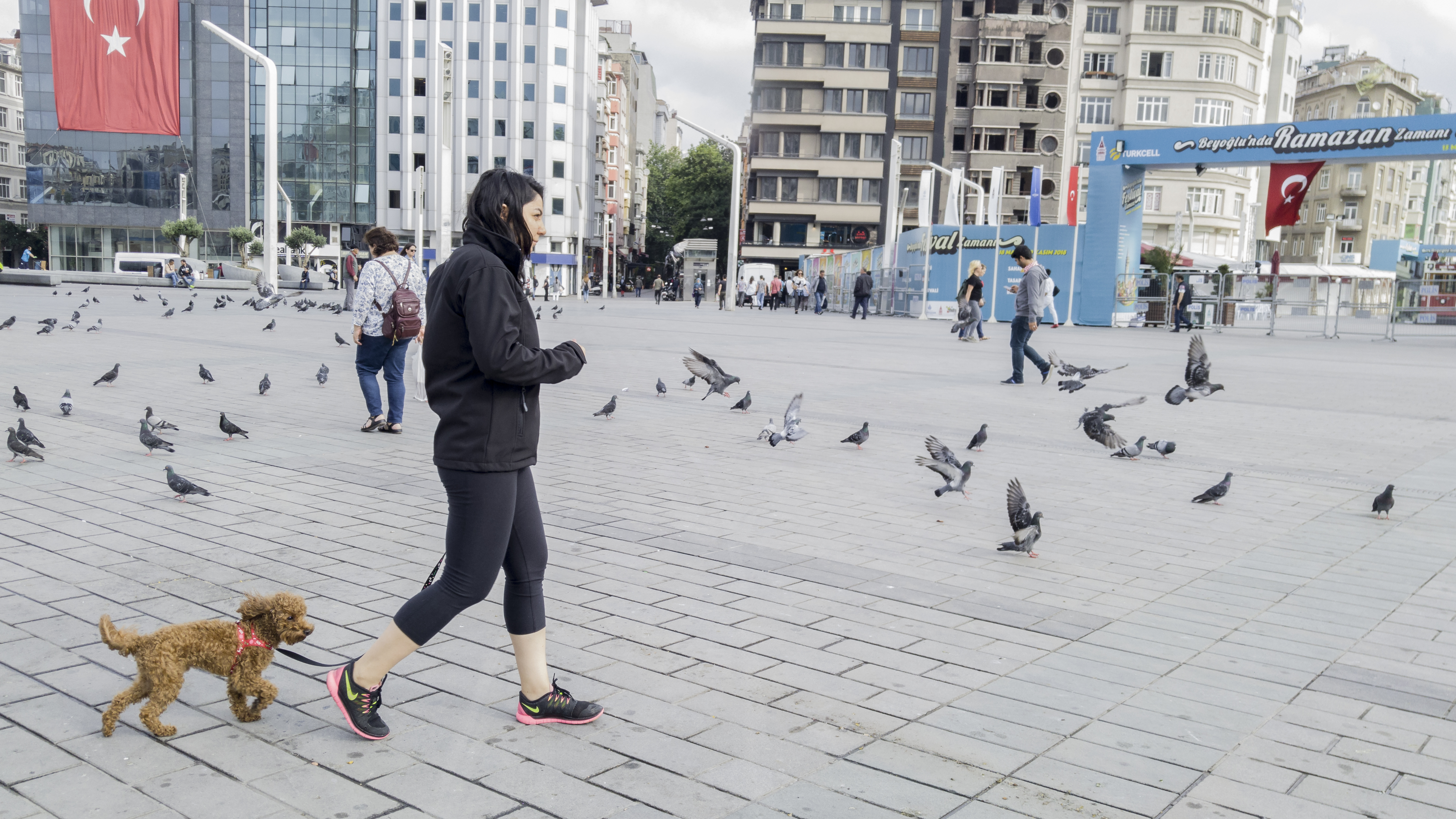
پوشش یک دختر بدون حجاب اسلامی در استانبول بزرگترین کلانشهر کشور ترکیه

سرانجام پس از روی کار آمدن حزب عدالت و توسعه در سال ۲۰۱۰ میلادی، قانون اساسی ترکیه اصلاح شد و پذیرش حجاب به همه‌پرسی گذاشته شد. «سرانجام رجب طیب اردوغان» نخست‌وزیر وقت ترکیه در یکم اکتبر سال ۲۰۱۳ میلادی لغو ممنوعیت حجاب در موسسه‌های دولتی را اعلام کرد. همچنین در مدارس و دانشگاه‌ها و ارتش و مجلس دختران و زنان می‌توانند حجاب داشته باشند.
در ترکیه داشتن حجاب اسلامی در دانشگاه‌های دولتی ممنوع بود، اما در سال ۲۰۰۸ پارلمان ترکیه رأی به لغو این قانون داد. لغو قانون با ۴۱۱ رای موافق و ۱۰۳ رای مخالف به تصویب رسید.
روزنامه حریت در واکنش به لغو این ممنوعیت و دربارهٔ موافقان آن از تیتر «۴۱۱ نفر دست به آشوب زدند» استفاده کرد.